# Jan Petelin
Jan Petelin (Lussemburgo, 2 luglio 1996) è un ciclista su strada lussemburghese con cittadinanza italiana, tesserato per il team dilettantistico Snooze-VSD. Ha gareggiato come professionista nel biennio 2020-2021 con il ProTeam italiano Vini Zabù.

## Biografia
Di origini italiane grazie al padre, nel 2016 sceglie la cittadinanza sportiva lussemburghese. Tra il 2019 e il 2021 rappresenta il Lussemburgo in tre edizioni della prova in linea Elite dei campionati europei e ai Giochi europei 2019 a Minsk.

## Piazzamenti

### Competizioni europee
- Campionati europei

Plumelec 2016 - In linea Under-23: 100º
Herning 2017 - In linea Under-23: 49º
Zlín 2018 - In linea Under-23: ritirato
Alkmaar 2019 - In linea Elite: ritirato
Plouay 2020 - In linea Elite: 86º
Trento 2021 - In linea Elite: ritirato
- Giochi europei

Minsk 2019 - In linea: 105º